# NGC 1514
NGC 1514, auch Kristallkugelnebel genannt, ist ein planetarischer Nebel im Sternbild Stier, sein Ursprung war ehemals ein 2,2-Sonnenmassen-Stern. Der Nebel ist rund 900 Lichtjahre von der Sonne entfernt und sein Durchmesser beträgt ein halbes Lichtjahr.
Das Objekt wurde am 13. November 1790 von dem deutsch-britischen Astronomen Friedrich Wilhelm Herschel entdeckt.

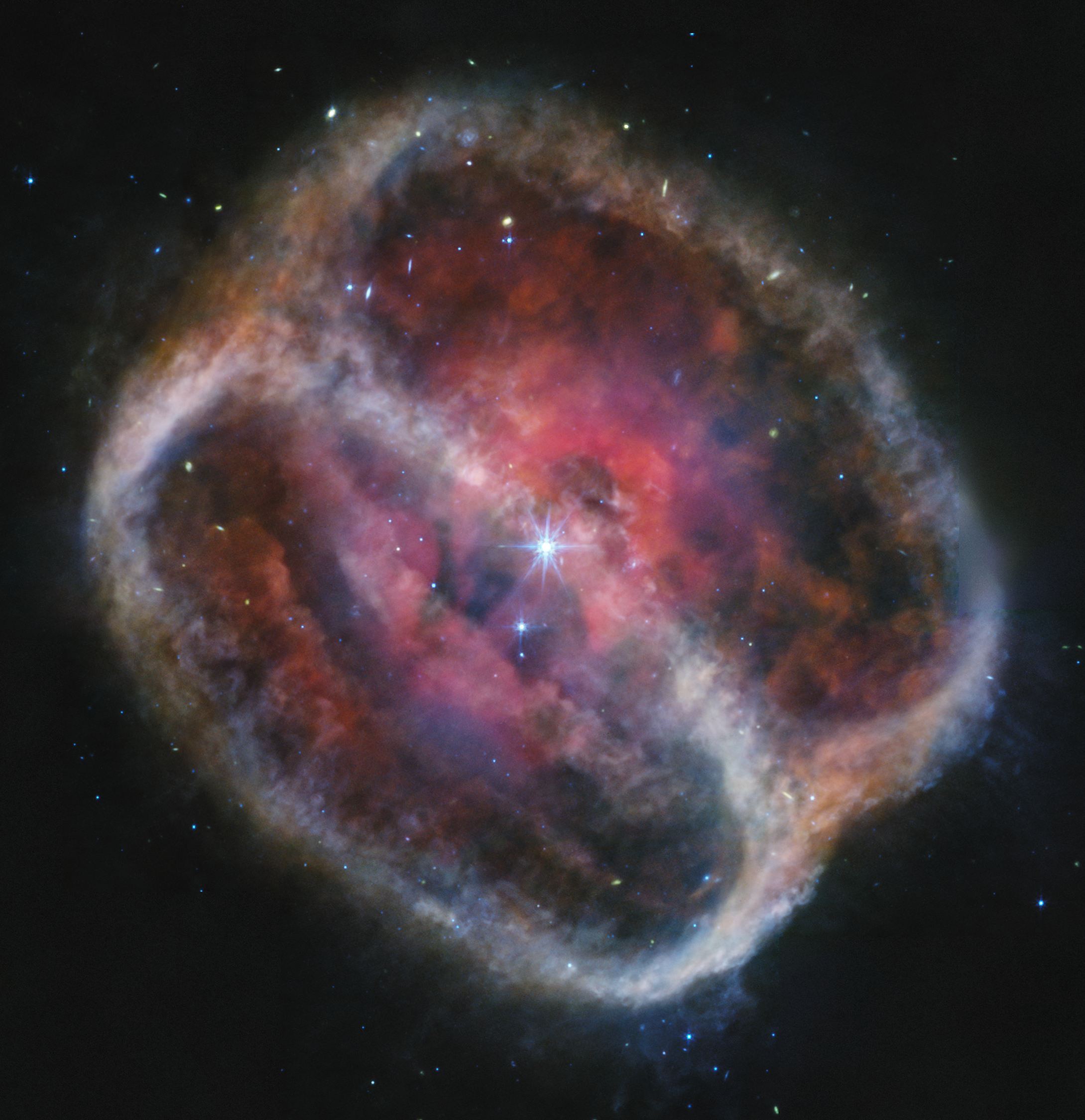
Detaillierte Infrarotaufnahme mithilfe des James Webb-Weltraumteleskops